# Sali Herman
Pour les articles homonymes, voir Herman.
Sali Herman, né le 12 février 1898 à Zurich et mort le 3 avril 1993 à Sydney, est un peintre.

## Biographie
Sali Herman, né le 12 février 1898 à Zurich, étudie à l'école d'arts appliqués et à celle d'art dramatique de Zurich où il suit les cours de Max Reinhardt. Il expose au Kunsthaus de 1918 à 1920 avec succès, puis délaisse la peinture pour le commerce de tapis et d'objets d'art. Il voyage beaucoup en Europe, en Afrique et en Amérique du Sud dans sa jeunesse.
En 1937, l'antisémitisme, la crise économique et le désir de peindre le poussent à émigrer en Australie, où vit sa mère. Il étudie auprès de George Bell à Melbourne. En 1938 il s'installe à Sydney. Servant dans l'armée pendant la Seconde Guerre mondiale, il est enrôlé dans l'Australian Army, dans les forces militaires citoyennes le 22 juillet 1941 et est transféré dans les forces impériales australiennes douze mois plus tard. Il est naturalisé australien en 1943. Il est employé comme instructeur en camouflage à l'aile de forteresse de l'École d'ingénierie militaire, à Sydney, et dans des unités d'entraînement à Wagga Wagga, et dans le Victoria à Kapooka, jusqu'à sa démobilisation en mai 1944 avec le grade de sergent. En 1945, il est nommé artiste de guerre officiel et peint dans plusieurs endroits du Pacifique, comme Rabaul. Il soumet 26 peintures au mémorial australien de la guerre.
Peintre des banlieues déshéritées et des scènes de la vie quotidienne du petit peuple, ses toiles teintées d'expressionnisme ont un intérêt documentaire. Il reçoit le prix Sulman en 1946 pour Natives carrying wounded soldiers et également pour The Drovers en 1948. Il remporte le prix Wynne quatre fois : en 1944 pour McElhone Stairs, en 1962 pour The Devil's Bridge, Rottnest, en 1965 for The Red House, et en 1967 pour Ravenswood I.
Sali Herman meurt le 3 avril 1993 à Harbord et est incinéré.

## Collections
Les œuvres de Herman sont conservées par la galerie d'art de Nouvelle-Galles du Sud notamment Sleeping Cat (1983), Summer night, Mullerup (1975), Lane at the Cross (1946), et Yetta (1919); le mémorial australien de la guerre, notamment Native compound at Lae (1945), Surrender (1946), et Back Home (1946); la National Gallery of Australia dont McElhone Stairs (1944), The Drovers (1947), et Saturday Morning (1948); la National Gallery of Victoria dont Kirribilli (1959), et The Law Court (1946); la Cbus collection; la Benalla Art Gallery; la Newcastle Art Gallery; et la Rockhampton Art Gallery.

## Expositions collectives
- 1946, Unesco, Paris[6]
- Aspects of Australian Figurative Painting 1942-1962: Dreams, Fears and Desires, S. H. Ervin Gallery (en), Sydney (1984), part of the 5th Biennale de Sydney, painting exhibited : Reconstruction (1950)[29]
- Swiss Artists in Australia: 1777-1991 Art Gallery of New South Wales, Sydney (1991), paintings exhibited: Surry Hills Backyards (1958), Fremantle Brewery (1963), Ming (1963), Surry Hills Lane (1965), The Red House (1966), Balmain (1968), B.H.P. (1969), Summer Night, Mullerup (1975), Forum, Rome (1976), Sydney 1942 (1981), My World (1990)[30].